# Ouyang Xiu
Ouyang Xiu (1 augustus 1007 – 22 september 1072), omgangsnaam Yongshu, ook bekend bij zijn bijnamen Zuiweng ("Oude Dronkaard") en Liu Yi Jushi ("Gepensioneerde Zes-Een"), was een Chinese essayist, historicus, dichter, kalligraaf, politicus en epigraaf van de Song-dynastie; een veel gewaardeerd schrijver, zowel door tijdgenoten als in volgende eeuwen. 
Ouyang Xiu wordt gezien als een van de figuren van de Acht grote meesters van Tang en Song. Hij was het die de Beweging voor het oude proza (Waar helderheid en precisie werden nagestreefd) nieuw leven inblies. Hij wist dit te laten opnemen in het Chinese examenstelsel, daarbij de weg plaveiend voor toekomstige meesters als Su Shi en Su Zhe.
Ouyang Ziu’s belang als schrijver is opmerkelijk divers. Als historicus werkte hij onder keizer Song Renzong van de Song dynastie. Hij schiep het Nieuw boek van de Tang, wat in 1060 af was. Ook schreef hij in zijn vrije tijd de Nieuwe Geschiedenis van de Vijf Dynastieën. Als dichter was hij een befaamd schrijver van de chi en ci vormen van gedichten. Maar met zijn proza als Zuiweng Tingji kreeg hij de grootste bijval. Studies over Ouyang’s werk variëren van bloemlezingen tot literaire kritiek en politieke commentaren. 
Politiek was Ouyang Xiu een van de belangrijkste voorstanders van de Qingli hervormingen van de jaren 40 van de 11e eeuw. Toen de leidende hervormer Fan Zhongyan zijn macht verloor in 1045, werd Ouyang ook naar lagere posities buiten de hoofdstad verplaatst. Hij kwam pas terug in 1054 en besteeg de bureaucratische ladder opnieuw. In 1060 werd hij assistent  raadslid van de staat. Hij trok zich uit de politiek terug nadat hij krachtig en onsuccesvol stelling had genomen tegen de Nieuwe Politiek van Wang Anshi, wiens loopbaan hij eerder erg bevorderde.

## Jeugd
Hij werd geboren in Sichuan, hoewel zijn familie oorspronkelijk uit Jishui, toen bekend als Luling, Jianxi komt. Zijn vader was rechter. Zijn familie was relatief arm, niet behorend tot de oude grote families van het land. Hij verloor zijn vader op zijn derde. Zijn geletterde moeder was verantwoordelijk voor veel van zijn vroege educatie. Hij kon zich geen traditionele tutor veroorloven en grotendeels afhankelijk van zelf-educatie. De geschriften van Han Yu waren in het bijzonder invloedrijk op zijn vorming. Hij slaagde voor het Jinshi-examen in 1030 na zijn derde poging, op een leeftijd van 22.

## Loopbaan
Na het Jinshi-examen, werd hij benoemd tot rechter in Luoyang, de vroegere oostelijke hoofdstad van de oude Tang dynastie. Daar vond hij anderen met interesse in de geschriften van Han Yu. Politiek was hij een van de eersten die de hervormer Wang Shi steunden, al zou hij later een van zijn tegenstanders worden. Aan het hof was hij tegelijk erg geliefd en gehaat.
In 1034 werd hij benoemd tot collator van teksten bij de keizerlijke academie van Kaifeng. Hij werkte samen met Fan Zhogyan, de prefect van Kaifeng. Fan werd echter gedegradeerd, na zijn kritiek op hoger geplaatsten en het uitvoeren van hervormingsvoorstellen. Ouyang werd later ook gedegradeerd om zijn verdediging van Fan. Hij kwam zo wel onder de aandacht van andere hervormers.
Militaire dreiging van de Liao dynastie en de Xi Xia in 1040 zorgden ervoor dat Fan Zhongyan weer in de gratie kwam. Fan bood Ouyang ee van den functie als secretaris aan, maar Ouyang weigerde. In plaats daarvan kreeg Ouyang in 1041 een positie in het gereedmaken van een catalogus van de Keizerlijke Bibliotheek.
In 1043 werd een hoogtepunt voor hervormers bereikt. Ouyang en Fan steunden de Qinli hervormingen. Deze hielden onder meer in: Verbeterde toegang tot examens voor overheidsdienst, eliminatie van vriendjespolitiek bij overheidsbenoemingen en hogere salarissen. Ze waren in staat sommige van deze ideeën in wat later de Kleine Hervorming van 1043, maar de keizer riep deze terug en Fan en zijn volgelingen verloren macht. Ouyang werd gedegradeerd tot dienst in de provincies. Hij keerde terug in 1049 maar werd al gauw tot tweejarige passiviteit gedwongen tijdens de rouwperiode voor zijn moeder die in 1052 overleed.
Bij zijn terugkeer naar overheidsdienst werd hij benoemd bij de Hanlin-academie. Hij kreeg opdracht de commissie te leiden die een Nieuw boek van de Tang samenstelde. Hij diende ook als Song ambassadeur voor jaarlijkse bezoeken aan de Liao en als onderzoeker van de Jinshi examens, om hun rol in het hele proces te verbeteren.
In het vroege 1060 was hij een van de meest machtige mensen aan het hof. Hij was academicus van de Hanlin, vice commissaris van militaire zaken, vice minister van ontvangsten en assistent hoofd raadsman.
Tegen de tijd dat keizer Song Shenzong de troon besteeg in 1067 werd Ouyang beschuldigd van verschillende misdaden, inclusief het hebben van seksuele relaties met zijn schoondochter. Hoewel de beschuldigingen niet geloofwaardig waren, bracht de beschuldiging alleen al schade toe aan Ouyang’s reputatie. Zijn vraag om gepensioneerd te worden werd geweigerd door de keizer, hij werd magistraat in Shandong. Hij stelde zich op tegen en weigerde hervormingen uit te voeren van Wang Anshi, in het bijzonder een systeem van lage interest leningen aan boeren. In 1071 werd hem toegestaan met pensioen te gaan.

## Proza
In zijn proza volgde hij het voorbeeld van Han Yu als voorstander van helderheid en precisie de Beweging voor het oude proza. Toen hij in Luoyang was gestationeerd, formeerde hij een groep die zijn "oude proza" stijl een publieke zaak. Hij wordt genoemd als een van de Acht grote meesters van Tang en Song.
Een van zijn meest bekende prozawerken is de Zuiweng Tingji (letterlijk: Een verslag van Drinkers paviljoen) Het Zuiweng Paviljoen nabij Chuzhou is ter ere daarvan zo genoemd terwijl het gedicht daarin een beschrijving is van zijn landelijke levensstijl tussen bergen, rivieren en de bewoners van Chuzhou. Het is een lyrisch werk en er wordt gezegd dat het een van de grootste resultaten is in de Chinese reisbeschrijvingen. Chinese commentatoren in de eeuwen er onmiddellijk na keken vooral naar de manier van schrijven. Huang Zhen zei dat het essay een voorbeeld is van het gebruik van schrijven als "spelen". Er was overeenstemming dat het essay was over fengyue, het plezier dat de auteur vond in de natuur. Gedurende de Qing-dynastie echter begon men voorbij de speelsheid van het stuk te zien en het diepe geluk en het waarachtige plezier te onderkennen dat de auteur vond in het geluk van anderen.

## Historisch
Ouyang leidde de commissie die het Nieuw boek van de Tang samenstelde. Dat werd gecompleteerd in 1060. Hij schreef Nieuwe Geschiedenis van de Vijf Dynastieën zelf tijdens zijn dienst als hoogwaardigheidsbekleder. Dit boek werd pas na zijn dood ontdekt.
Als historicus is hij bekritiseerd als overdreven didactisch, maar hij speelde een belangrijke rol in het gebruiken van epigrafie als een techniek om meer over het verleden te weten te komen. Epigrafie, alsook het uitvoeren van kalligrafie, speelden een rol in Ouyang’s bijdragen aan Confuciaanse esthetica. In zijn Boek van de Oostelijke Studie zegt hij hoe literair gevormde heren hun vrije tijd konden gebruiken om hun mentale staat te bevorderen. Het uitvoeren van kalligrafie en de waardering van verwante kunstobjecten waren onderdeel van deze Taoïstische transformatie van het intellectuele leven.
De Ming dynastie schrijver Feng Menglong boekstaafde een mogelijk vergeten anekdote over Ouyang’s schrijfstijl in zijn collectie korte verhalen Gujin Tan'gai (古今譚概).
Gedurende een van Ouyang’s uitstapjes met zijn gevolg buiten de Hanlin Academie, waren zij getuige van een ongewone gebeurtenis: Een paard sloeg op hol, galoppeerde over een drukke straat en doodde daar een slapende hond. Ouyang vroeg zijn twee volgelingen deze gebeurtenis op schrift te zetten. Een schreef: "Een hond lag in een verkeersader en werd doodgeschopt door een galopperend paard." De ander schreef: "Een paard galoppeerde door een verkeersader. Een liggende hond  trof het daar en werd gedood." Ouyang plaagde zijn jonge collega’s: "Een geschiedenisboek in jullie handen zou onvolledig zijn na duizend banden. Toen hem werd gevraagd om zijn eigen versie te geven, schreef hij met een glimlach: " Een galopperend paard doodde een hond op zijn pad."

## Poëzie
Zijn gedichten zijn in het algemeen relaxed, humoristisch en zelfkritisch. Hij gaf zichzelf de titel De Oude Dronkaard. Hij schreef in verschillende dichtvormen: de shi en de ci. 
Zijn shi gaan over het essentiële. Hij vermeed daarin de sierlijke stijl van de late Tang.  Maar hij is het meest bekend om zijn ci. In het bijzonder zijn serie van 10 gedichten West Meer is Goed op de toon van Moerbeien Plukken heeft dit genre geholpen te worden gezien als een voertuig voor serieuze poëzie.
Ouyang’s poëzie, vooral zijn rijpere werken uit de jaren 50 van de 11e eeuw, deelden met nieuwe thema’s die vorige dichters hadden vermeden. Deze onderwerpen zijn interacties met vrienden, familieleden, voedsel en drank, antiek en politieke thema’s. Hij gebruikte daarbij ook een innovatieve stijl met elementen die hij had leren te gebruiken in het schrijven van proza. Het gaat hierbij onder andere om zelfkarakterisering en overdrijving. Verder heeft het de literaire speelsheid die veel in Noordelijke Song poëzie wordt aangetroffen. Bijvoorbeeld, veel gedichten hebben titels die hun oorsprong vinden in rijmwedstrijden en laten uitgebreide rijmschema’s in het gedicht zelf zien.

## Nalatenschap
Hij stierf in 1072 in wat nu Fuyang in Anhui is. Zijn invloed was zo groot dat zelfs opponenten als Wang Anshi huldeblijken over hem schreven. Wang noemde hem de grootste literaire figuur van zijn tijd.
Tijdens de Ming dynastie was Li Dongyang, die de hoogste hoogwaardigheidsbekleder van de Hanlin Academie werd, een bewonderaar van Ouyang Xiu. Hij zag in hem "een ideaal voorbeeld van iemand die publieke dienst en literaire kunst in zich verenigde". Hij prees zijn werk vanwege hun helderheid en ordentelijkheid.
- Bibsys: 90542780
- Bibliothèque nationale de France: cb16979489v (data)
- CiNii: DA04698638
- Gemeinsame Normdatei: 11899462X
- International Standard Name Identifier: 0000 0000 8380 6114
- Library of Congress Control Number: n81055104
- Nationale Bibliotheek van Letland: 000220142
- MusicBrainz: 3cbb2714-5ccd-4933-9704-df0eacaeee17
- Bibliotheek van het Japanse parlement: 00347333
- Nationale Bibliotheek van Tsjechië: jo2009521373
- Nationale bibliotheek van Australië: 36730262
- Nationale Bibliotheek van Israël: 987007275679605171
- Nationale Bibliotheek van Polen: a0000002882968
- Nederlandse Thesaurus van Auteursnamen: 140539131
- LIBRIS: 236259
- SNAC: w637899z
- Système universitaire de documentation: 02804200X
- Trove: 1438155
- Union List of Artist Names: 500323561
- Virtual International Authority File: 49234516
- WorldCat: E39PBJbGWKhyBCP8rT33KTD8YP